# Holmens Kanal
Holmens Kanal er en gade i Indre By, København, der går fra Kongens Nytorv og Holmens Bro. Gaden svinger på halvvejen ved et kryds, hvor der er opsat en statue af søhelten Niels Juel. Gaden er domineret af bank- og kontorbygninger, blandt andet har Danske Bank hovedsæde i Holmens Kanal. Desuden ligger Forsvarsministeriet, Børne- og Socialministeriet og Holmens Kirke ved gaden.
Gaden var oprindeligt en voldgrav, der blev udgravet i 1606 i forbindelse med kong Christian 4.'s nybyggede fæstningsvold, Østervold. Den blev tildækket igen i 1864.

## Historie
Holmens Kanal blev anlagt, da kong Christian 4. forlængede den daværende Østervold tværs gennem Bremerholm som en del af hans modernisering af byens befæstning. Voldgraven foran volden blev udgravet i 1606 og blev kendt som Holmens Kanal, da den blev udvidet til at fungere som en ny havn for den danske flåde, efter at dets skibe var blevet for store til at komme ind i Tøjhushavnen længere mod syd.
Fra omkring 1650 lå der en gade ved navn Størrestrædet langs med kanalen. Den var en del af et lille kvarter, hvor de fleste gader så som Laksegade, Ulkegade, Hummergade and Delfingade var opkaldt efter fisk og andre havvæsener. Langs med gaden lå der flere offentlige bygninger, herunder Generalkommissariatet.
Kanalen mistede sin funktion, efter at flåden flyttede til Nyholm, et nyligt inddæmmet område nord for Christianshavn på den anden side af havnen. I stedet blev kanalen efterhånden til en åben kloak, som byens omfattende net af rendesten løb ud i. Det var desuden en notorisk rotterede, der var en plage for det tilstødende Det Kongelige Teater og de andre prominente bygninger i området. Det omfattende koleraudbrud, der ramte København i sommeren 1853 gjorde det klart, at kanalen udgjorde en fare mod befolkningens sundhed. Da flåden indstillede deres sidste aktiviteter i området i 1859, blev det besluttet at opfylde kanalen i forbindelse omdannelsen af Gammelholm-kvarteret og derved gøre kanalen til en gade. Den nye gade blev indviet i 1864. Det var den første gade i København til at blive bygget med fortove og til at have individuelle husnumre.
I 1881 blev der opsat en statue af Niels Juel (1629-1697) i krydset mellem Holmens Kanal, Holbergsgade og Niels Juels Gade til minde om hans sejr i Søslaget i Køge Bugt i 1677. Den blev skabt af Theobald Stein og støbt i bronze. i 2002 besluttede Københavns Borgerrepræsentation at flytte statuen til en ny placering ved havnen for at give bedre plads til trafikken i det travle kryds. Beslutningen blev mødt med betydelig kritik, herunder protester fra Orlogsmuseet. I 2003 besluttede Kulturarvstyrelsen at stoppe flytningen.

## Østlige side
På hjørnet af Kongens Nytorv ligger Det Kongelige Teater. Teatrets nuværende bygning blev opført i 1872-1874 efter tegninger af Vilhelm Dahlerup og Ove Petersen. Bygningen er stærkt påvirket af Opéra Garnier i Paris. I det festligt indrettede teaterrum var der oprindeligt plads til 1.600 tilskuere. Bag teatret blev der opført en magasinbygning, der blev forbundet med teatret med en mellembygning over Heibergsgade, der dengang fortsatte til Holmens Kanal. Magasinbygningen og mellembygningen blev erstattet af en ny tilbygning til teatret i 1983-1986, hvilket betød at denne del af Heibergsgade blev nedlagt. En hjørnebygning med prøvesal og musikarkiv fik dog lov at overleve.
Området bag Det Kongelige Teater, Gammelholm, var indtil 1859 en del af Orlogsværftet, men det blev derefter bebygget med overvejende etageejendomme i løbet af 1860'erne og 1870'erne. I 1860-1862 opførtes således Holmens Kanal 7, Grøns Varehus, for Handelshuset M.C. Grøn, der åbnede et stormagasin her i 1863. Bygningen er opført efter tegninger af J.D. Herholdt og er holdt i historicistisk stil med sammenstillede vinduer. Bygningen var moderne for sin tid med hydraulisk vareelevator og et talerørssystem, så man kunne kommunikere mellem etagerne. Bygningen blev fredet i 1978. Den rummer nu hovedkontoret for den internationale virksomhed 3Shape, der producerer 3D-scannere til tandlægeindustrien.
På hjørnet af Holmens Kanal og Holbergsgade lå der en pavillon fra værftets tid, der blev ombygget til brug for Studenterforeningen af J.D. Herholdt i 1864. Her var der samvær, foredrag, revyer og fester. Foreningen flyttede til en ny bygning på hjørnet af H.C. Andersens Boulevard og Studiestræde i 1910. I stedet opførtes et nyt hovedsæde for forsikringsselskabet Hafnia efter tegninger af Ulrik Plesner i 1910-1912. Bygningen er præget af barok, formentlig en reaktion mod den stuk, der ellers præger kvarteret. I 1939 blev den udvidet med en yderligere bygning på hjørnet af Holbergsgade og Tordenskjoldsgade efter tegninger af Wilhelm Odland. Hele komplekset benyttes nu af Forsvarsministeriet og Værnsfælles Forsvarskommando.
På hjørnet af Niels Juels Gade og Holmens Kanal opførtes en beboelsesejendom efter tegninger af Theodor Sørensen i 1865-1866. Fra 1869 blev det imidlertid til Hotel Kongen af Danmark. Hotellet var velanskrevet med en hyggelig restaurant og mange faste beboere. Under Anden Verdenskrig gik det dog tilbage for hotellet, der efterhånden blev reduceret til et slags pensionat. Ved siden af på Holmens Kanal opførtes et nyt hovedsæde for Nationalbanken efter tegninger af Johan Daniel Herholdt i 1865-1870. De fik imidlertid pladsmangel, så efter at have opført en tilbygning på hjørnet af Havnegade begyndte de at opkøbe de tilstødende ejendomme mellem Havnegade, Niels Juels Gade og Holmens Kanal. I første omgang blev de indrettet til kontorer, men tanken var på sigt at rive dem ned til fordel for en ny bankbygning.
I 1961 blev der udskrevet en arkitektkonkurrence om en ny bygning for Nationalbanken, der blev vundet af Arne Jacobsen. Da banken skulle være i funktion i hele byggeperioden, måtte byggeriet ske i etaper. Der startedes i nord i 1964, hvor blandt andet Hotel Kongen af Danmark forsvandt. Herholdts gamle bygning blev revet ned i 1975, og i 1978 stod afløseren færdig. I siden ud mod Holmens Kanal er der en gavl, der er beklædt med norsk marmor. Gavlen er en del af den femetages hovedbygning, der er indrettet med to lysgårde med taghaver ovenpå stueetagen, så der kan komme dagslys ind i bygningen. Derimod er der ingen døre på denne side af bygningen, idet hovedindgangen ligger på Havnegade.
I trekanten mellem Holmens Kanal, Havnegade og Slotsholmskanalen ligger Holmens Kirke. Bygningen blev oprindeligt opført som ankersmedje på Orlogsværftet af bygmesteren Peter de Dunker i 1563. I 1619 blev den indrettet som kirke for flådens mandskab. I 1641-1643 udvidede bygmesteren Leonhard Blasius den til en korskirke ved at tilføje to tværskibe til ankersmedjens gamle bygning, der nu udgør koret. Kirken fik en ny hovedindgang i 1872, da Gert Borckmans kongeport fra 1634-1635 fra Roskilde Domkirke blev flyttet dertil. Samtidig blev der tilføjet en skriftestolsbygning ud mod kanalen efter tegninger af Ludvig Fenger. Langs med kanalen ligger desuden et cirka 60 meter langt gravkapel, der blev opført efter tegninger af J.C. Ernst i 1706-1708.

## Danske Banks kompleks
I området mellem den vestlige side af Holmens Kanal, Vingårdstræde og Bremerholm ligger der et helt kompleks af bygninger, der nu tilhører Danske Bank. I Holmens Kanal 2 ved Kongens Nytorv ligger Erichsens Palæ, der blev opført af hofbygmester C.F. Harsdorff i 1797-1799 og færdiggjort efter hans død af hans svigersøn murermester Gottfried Schaper i 1803-1806. Bygherren var den rige agent og skibsreder Erich Erichsen. Facaden mod Kongens Nytorv er særligt bemærkelsesværdig med sin åbne loggia med seks joniske søjler samt tempelfrontonen foroven, der er udført af billedhuggeren G.D. Gianelli. På siden mod Holmens Kanal er den grå bygning dekoreret med seks pilastre.
Nr. 4 er et trefløjet kontorejendom i tre etager, der blev opført efter tegninger af Frederik Levy for Kjøbenhavns Handelsbank i 1908-1910. Ejendommen blev præmieret af Københavns Kommune i 1911. Nr. 6-8 er en fireetagers bygning, der blev opført efter tegninger af Carl Brummer i 1930. Nr. 10, Grøns Pakhus, er et århundred ældre, idet den blev opført af en ukendt arkitekt i 1830. Den er en fireetagers murstensbygning med hamborgfugninger mellem stenene.
Nr. 12, Peschiers Palæ, blev opført efter tegninger af C.F. Harsdorff i 1795 for den storkøbmanden Pierre Peschier. Den tretten fag brede bygning er opført i røde sten og dekoreret med seks pilastre og en frontispice på midten. Bygningen var oprindeligt i to etager men blev udvidet med en ekstra etage af G.F. Hetsch i 1850, idet både pilastre og frontispice samtidig blev rykket en etage op. Relieffet i frontispicen er udført af Vilhelm Bissen med symbolerne for handel og søfart. I hver side af facaden er der endvidere porte, der er omgivet af søjleportaler.
Nr. 14 blev opført efter tegninger af H.B. Storck for Landmandsbanken i 1897-1898. Bygningen, der er opført i røde sten, har ingen egen indgang fra gaden. I stedet er der et højt sokkelparti i marmor med to store rundbuede vinduespartier med en medaljon imellem. På første og anden sal er der små søjler og pilastre mellem vinduerne. Bygningen blev fredet i 1996. Den hvide bygning i nr. 16 blev opført som et borgerhus af murermester Georg Adam Gross i 1797-1799. Den otte fag brede bygning var oprindeligt i tre etager men blev udvidet med en tagkvist og en antal på tredje sal i 1874. Under de seks midterste vinduer på anden sal er der balustrader.
Hjørneejendommen Holmens Kanal 18 / Bremerholm 39 blev opført for købmanden Christen Larsen i 1796. Den er opført i røde mursten og er dekoreret med en bort, er såkaldt "løbende hund", mellem første og anden sal på hver af de to gadesider. Bygningen blev fredet i 1918. I mange år var bygningen hjemsted for Københavns Skipperforening, og den er derfor kendt som Skipperforeningens Hus.

## Offentlige myndigheder
Efter Bremerholm følger tre bygninger, der er blevet benyttet af skiftende offentlige myndigheder. Nr. 20 blev opført af Frits Schlegel i 1935-1937 for Overformynderiet. Bygningen er i seks etager, men de to øverste er tilbagetrukne. Facaden er udført med bærende jernbetonribber og plader af grønlandsk marmor. Over indgangen er der en usædvanlig stor navneplade med Overformynderiets navn. Institutionen eksisterede fra 1869 til 1982 og havde blandt til opgave at forvalte umyndige personers formue. Bygningen har senere huset Beskæftigelsesministeriet.
I nr. 22 ligger der en grå kontorbygning, der blev opført i 1960 efter tegninger af Povl Ernst Hoff og Bennet Windinge for forsikringsselskabet Haand i Haand i 1960. Den fireetagers bygning er opført i H-form med en dyb indskæring mod Admiralgade og en mindre mod den parallelle Nikolajgade. Facaden er enkel og er beklædt med lyse gråbrune kalksten. Bygningen huser nu Børne- og Socialministeriet.
Herefter springer gaden en række husnumre over, idet næste og sidste bygning på denne side af gaden er den trefløjede ejendom Holmens Kanal 42 / Ved Stranden 2. Den blev opført af N.P.P. Gundstrup for Nordisk Gjenforsikrings Selskab i 1936-1938. Facaden udgøres af 18 fag mod Ved Stranden, et skråt hjørnefag, fem fag mod Holmens Kanal, endnu et skråt hjørnefag og endelig 15 fag mod Admiralgade. Bygningen var i en årrække hjemsted for Forsvarsministeriet, indtil de flyttede til Holmens Kanal 9 i 2017.